# دان كانليف
دان كانليف (بالإنجليزية: Dan Cunliffe)‏ (11 يونيو 1875 في المملكة المتحدة - 28 ديسمبر 1937) هو لاعب كرة قدم بريطاني (وحمل سابقاً جنسية المملكة المتحدة لبريطانيا العظمى وأيرلندا) في مركز مهاجم داخلي. شارك مع منتخب إنجلترا لكرة القدم. أما مع النوادي، فقد لعب مع نادي بورتسموث ونادي روتشديل ونادي غيلينغهام ونادي ليفربول ونادي ميلوول وNew Brighton Tower F.C. ‏ وHeywood F.C. ‏.

## وصلات خارجية
- دان كانليف على موقع ناشيونال فوتبول تيمز (الإنجليزية)